# Seenotrettungsstation Norddeich
Die Seenotrettungsstation Norddeich ist ein Stützpunkt der Deutschen Gesellschaft zur Rettung Schiffbrüchiger (DGzRS) an der Nordsee in Niedersachsen. Bei einem Seenotfall besetzen die freiwilligen Seenotretter aus Norddeich und Umgebung kurzfristig das Seenotrettungsboot (SRB) Otto Diersch, das am Südende des Westhafens bereit liegt. Im Regelfall erfolgt die Alarmierung durch die Zentrale der DGzRS in Bremen, wo die Seenotleitung Bremen (MRCC Bremen) ständig alle Alarmierungswege für die Seenotrettung überwacht.

## Einsatzgebiet und Zusammenarbeit
Das Revier der Seenotretter ist das Wattenmeer zwischen dem ostfriesischen Festland und den vorgelagerten Inseln Juist und Norderney. Das stark von den Gezeiten geprägte Gebiet ist von Fahrrinnen durchzogen und fällt teilweise trocken. Der Schiffsverkehr besteht hauptsächlich aus den regelmäßig verkehrenden Inselfähren und zahlreichen Fischkuttern. Im Sommerhalbjahr werden Einsätze für private Segel- und Motorboote oder Surfer notwendig. Auch leichtfertige Wattwanderer müssen hin und wieder bei aufkommender Flut aus Notlagen im Watt gerettet werden.

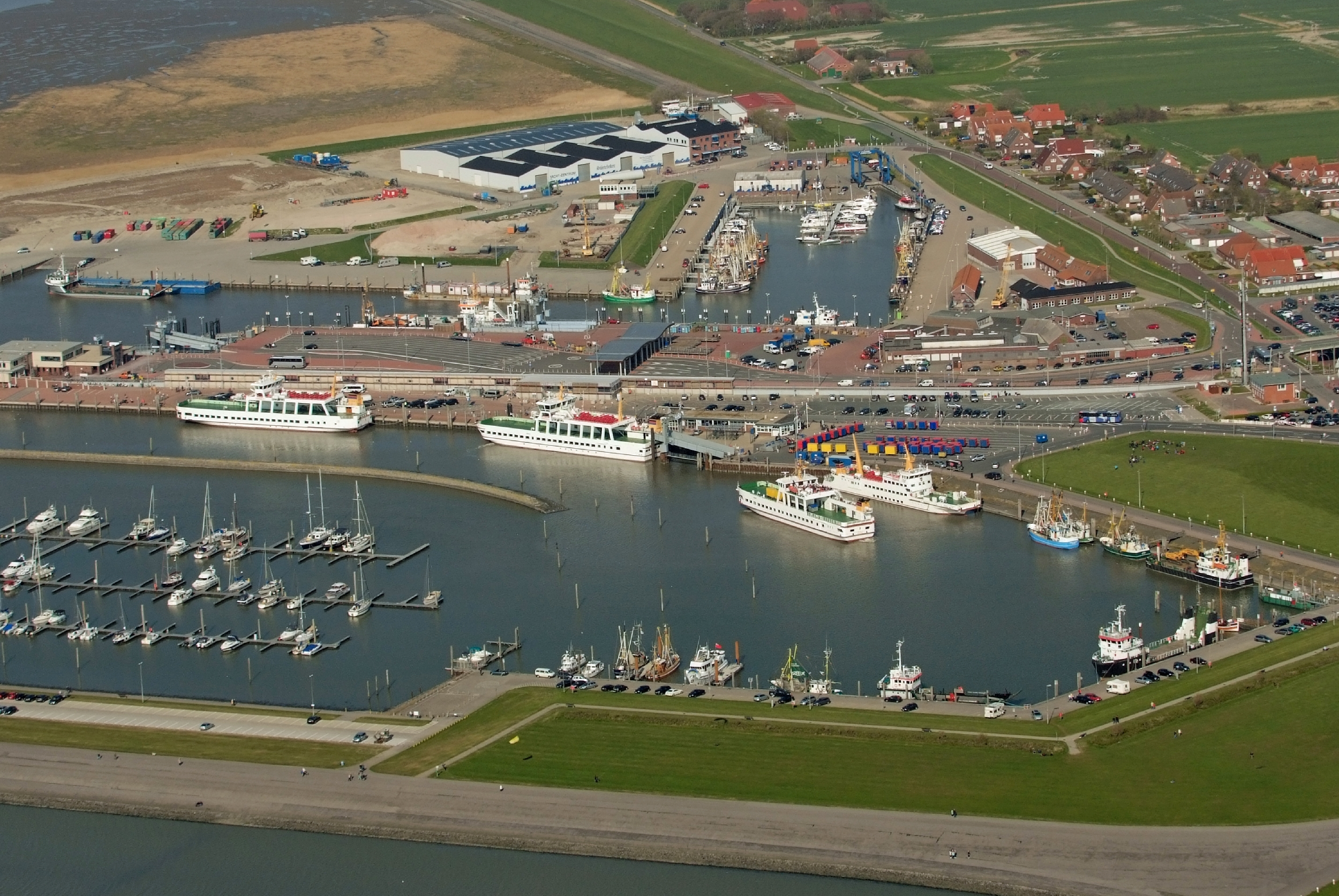
Hafen Norddeich, Blick nach Osten - DGzRS Anleger in rechter Ecke

Das 1998 erbaute Stationsgebäude liegt am äußersten hinteren Ende im Westhafen rund 500 Meter hinter dem Kopf des langen Fähranlegers mit dem Bahnhof Norddeich Mole. In unmittelbarer Nähe liegt davor das Boot an einem Ponton zum Einsatz bereit. 
Bei größeren Rettungsaktionen oder Hilfseinsätzen erfolgt die Zusammenarbeit mit den Booten der Nachbarstationen:
- Kreuzer der Seenotrettungsstation Norderney
- Boot der Seenotrettungsstation Juist
- Boot der Seenotrettungsstation Baltrum

## Aktuelle Rettungseinheit
Am Anleger im Westhafen von Norddeich liegt seit 25. Juli 2020 das SRB 78, das auf der Tamsen-Werft in Rostock gebaut wurde. Die OTTO DIERSCH ist das modifizierte und verlängerte Modell der gleichen Klasse wie die Vorgängerin. Die Bootsklasse besitzt einen Schiffsdieselmotor von 380 PS und kann dadurch auch größere Schiffe in Schlepp nehmen. Durch den geringen Tiefgang von 0,96 Meter sind die Boote ideal geeignet für die Flachwassereinsätze im Wattenmeer. Wie alle SRB sind sie für den Kenterfall als Selbstaufrichter konstruiert, so dass Rettungseinsätze bei jedem Wetter und unter allen Seegangsbedingungen möglich sind.
Neben den Rettungseinsätzen kann man die Seenotretter auf Kontrollfahrten beobachten. Diese dienen der Übung sowie der Auffrischung und Festigung der Revierkenntnisse der freiwilligen Helfer, damit sie die schwierigen 'Ecken' und Gefahrenstellen in ihrem Revier kennen und im Seenotfall auch bei widrigen Seegangs- und Wetterbedingungen sicher navigieren können.

## Geschichte
Die Chronik der DGzRS von 1867 listet für Norddeich ein 23-Fuß Francis-Boot. Das rund 7 Meter lange eiserne Rettungsboot musste von sechs Rettern zum Einsatzort gerudert werden und lag in dem alten Schuppen in der Nähe des Fährhafens. 1888 lag darin das Ruderrettungsboot NORDEN mit 7,5 Meter Länge. 25 Jahre später wird von einem Boot mit Namen NORDDEICH berichtet.
Mit Verbreitung der Motorrettungsboote konnte die Dichte der Rettungsstationen an der Ostfriesischen Küste verringert werden. Zwei Motorrettungsboote konnten wegen der hohen Geschwindigkeit und dem großen Aktionsradius fünf Segel- oder Ruderrettungsboote ersetzen. Als Folge wurde die Station Norddeich 1930 aufgelöst und die Seenotrettung erfolgte von den vorgelagerten Inseln aus.
Ab 1990 war die DGzRS wieder in Norddeich präsent mit dem Seenotrettungsboot (SRB) NORDDEICH aus der Serie der 7-Meter-Klasse, die von Damp verlegt wurde. Die kleinen Boote waren Ende der 1960er Jahre entwickelt worden, um die neu konzipierten Seenotkreuzer in Flachwassergebieten und im Küstennahbereich zu ergänzen. Ihr folgte nach drei Jahren ein Neubau aus der 2. Generation von SRB, die CASSEN KNIGGE. Die Boote erreichten mit ihrem 220 PS-Motor maximal 18 Knoten Geschwindigkeit. Durch ein umlaufendes Fendersystem sind die Boote in der Lage auch bei schwierigen Bedingungen bei anderen Schiffen längsseits zu gehen. 20 Jahre später kam ein SRB der 
3. Generation von Wangerooge. Alle Boote sind chronologisch in der folgenden Liste aufgeführt.

## Historie der motorisierten Rettungseinheiten
| Stationierung von Seenotrettungsbooten |                |          |                   |                            |         |                |                              |
| Zeitraum                               | Schiffsname    | Reg.-Nr. | Länge oder Klasse | Anz. Motoren ges. Leistung | Geschw. | vorige Station | Verlegung nach oder Verbleib |
| 1990 → 1993                            | NORDDEICH      | KRST 21  | 7-m-Klasse (1971) | 1 → 54 PS                  | 10,0 kn | von Damp       | → Freest                     |
| 1993 → 2017                            | CASSEN KNIGGE  | SRB 36   | 8,5-m-Klasse      | 1 → 220 PS                 | 18,0 kn | Neubau         | ausgemustert → verkauft      |
| 2017 → 2020                            | WILMA SIKORSKI | SRB 47   | 9,5-m-Klasse      | 1 → 320 PS                 | 18,0 kn | von Wangerooge | → Springer der Reserveflotte |
| seit 2020                              | OTTO DIERSCH   | SRB 78   | 10,1-m-Klasse     | 1 → 380 PS                 | 18,0 kn | Neubau         | auf Station                  |

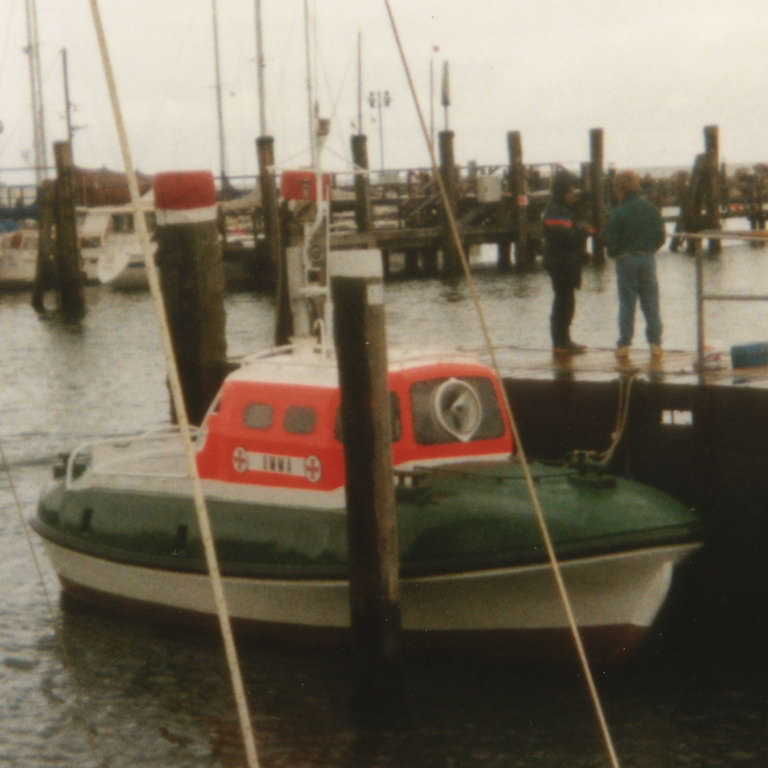
SRB NORDDEICH noch als UMMA in Damp
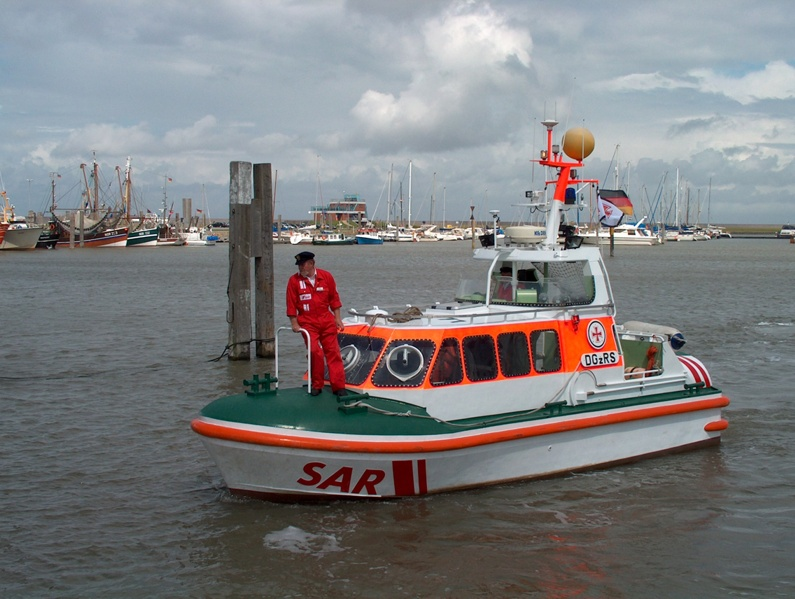
SRB CASSEN KNIGGE in Norddeich
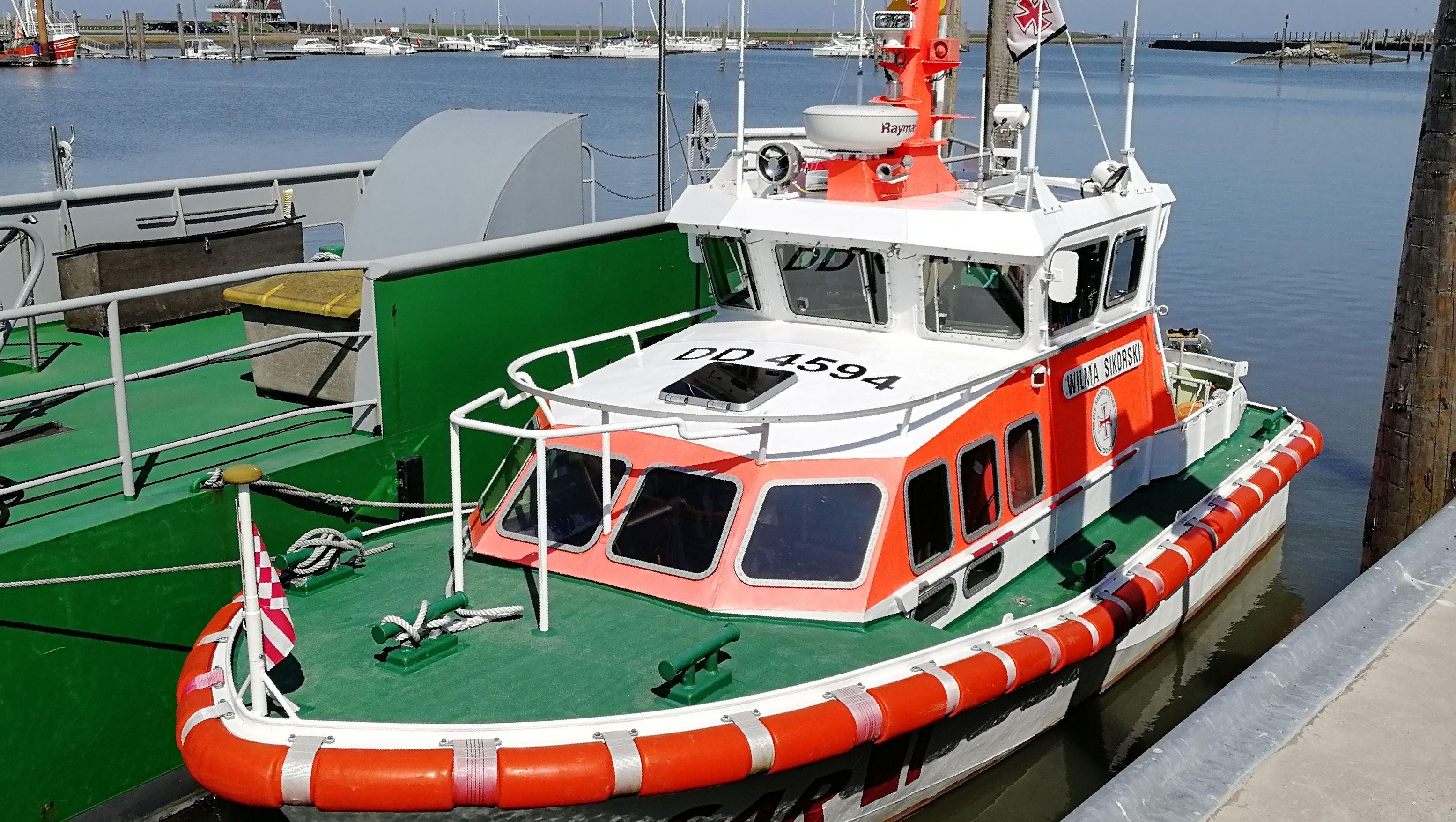
SRB WILMA SIKORSKI am Ponton in Norddeich

## Museum
An der Tunnelstraße hinter dem mehrfach erhöhten Deich steht der denkmalgeschützte Rettungsschuppen von 1886. Er beherbergt heute eine kleine Ausstellung historischer Rettungsgeräte sowie Modelle von Rettungseinheiten. Zur Besichtigung öffnen ehrenamtliche Mitarbeiter der DGzRS regelmäßig (Dienstag und Donnerstag, jeweils von 10:30 bis 12:30 Uhr) und nach Absprache die Türen des Gebäudes und zeigen Filme über die Arbeit der Seenotretter.

## Historische Stationen in der Umgebung
Die Stationsliste von 1913 listet folgende Stationen an der Küste von Ostfriesland mit ihren zu der Zeit stationierten Ruderrettungsbooten:
- Nesserland (Hannover)
- Utlandshörn (Geheimrath Veithmeier) – war vorher auf Langeoog und Spiekeroog
- Greetsiel (Greetsiel)
- Westeraccumersiel (August Grassow)
- Neuharlingersiel (Frauenlob)
- Carolinensiel/Friedrichsschleuse (E. A. Oldemeyer)

Weitere historische Stationen in Ostfriesland sind bei den Stationen Juist und Langeoog zu finden.